# Chiesa di San Giovanni Battista (Marsala)
La chiesa di San Giovanni Battista è una chiesa di Marsala, chiamata anche chiesa di San Giovanni al Boeo.
Fa parte della diocesi di Mazara del Vallo.

## Storia
La chiesa venne costruita nel 1555 dai Gesuiti su Capo Boeo, in prossimità della costa. Tale chiesa, però, non fu la prima eretta sul luogo, bensì, come illustri viaggiatori e studiosi riferiscono, faceva parte, insieme alla chiesa di Santa Maria della Grotta, dell'antica abbazia dei Padri Basiliani. Presenta uno stile architettonico abbastanza semplice. La chiesa fa parte della parrocchia San Tommaso di Canterbury - chiesa madre di Marsala, è chiusa ed apre soltanto il 24 giugno, per tutto il giorno della festa di San Giovanni Battista. Inoltre apre sporadicamente per la celebrazione di matrimoni o battesimi.

## Grotta della Sibilla
Sotto la chiesa di San Giovanni Battista si trova la cosiddetta "Grotta della Sibilla", che la tradizione collega quale sepolcro o quale dimora alla Sibilla Cumana o alla Sibilla Sicula o Sibilla Lillybetana. Nel corso dei secoli la "Grotta" divenne parte integrante dell'edificio di culto sub divo con essa comunicante. La Grotta, che si trova a -4,80 m, è costituita sostanzialmente da un vano centrale, di forma circolare, connesso con due ambienti, uno orientato a Nord, l'altro ad Ovest.
Il vano centrale, scavato nella roccia fino ad una certa altezza, è coperto da una cupola bassa, costruita in muratura, con lucernario collegato con il pavimento della chiesa. Il centro dell'ambiente è occupato da una vasca quadrata, non molto profonda, servita d'acqua, dove un tempo i primi cristiani fecero il battesimo. L'ambiente settentrionale, interamente scavato nella roccia, presenta una forma semicircolare ed è absidato. A livello del pavimento, sgorga una sorgente che alimenta la vasca dell'ambiente centrale. Davanti alla cavità si erge una grande altare di pietra con una immagine di marmo di san Giovanni Battista di altissimo rilievo, databile nel secolo XV.
L'ambiente occidentale, pure scavato nella roccia, di forma irregolare, venne probabilmente ricavato in parte da un pozzo di cui si osserva il taglio sulla destra della parete absidata (su tale incavo si favoleggiò in passato ritenendolo addirittura il lettuccio della Sibilla Cumana). Il soffitto, piano, presenta due lunghi mensoloni di sostegno, risparmiati nella roccia.
Data la presenza della fonte, la leggenda narra che qui Ulisse sia venuto a dissetarsi, data anche la prossimità del sito al mare; e la presenza di una Sibilla, che qui vi abitava. All'interno della grotta si trova un giaciglio, che sembra quasi scavato con le mani nella roccia, dove la Sibilla riposava. Altre remote leggende narrano che la Sibilla fosse in realtà una sposa che era caduta all'interno del pozzo, della fonte, ed era rimasta imprigionata sotto la chiesa, e quindi si era scavata un giaciglio per dormire.

## San Giovanni Battista
San Giovanni Battista dal 1788 è il compatrono della città di Marsala (un tempo era il patrono).

### Festa di San Giovanni Battista a Marsala
Il 24 giugno si festeggia la Natività di San Giovanni Battista. Per questa data ogni anno si svolge una festa che consiste nell'apertura al pubblico della chiesa (che durante l'anno rimane chiusa) ed ogni ora vengono celebrate le messe dall'arciprete della città di Marsala (parroco della Chiesa Madre - parrocchia di San Tomasso di Canterbury) e dagli altri parroci della medesima parrocchia. L'ultima messa (la celebrazione vera e propria) viene celebrata dall'arciprete nel pomeriggio, dopo di che si svolge la processione. I festeggiamenti terminano con lo spettacolo pirotecnico. Durante la serata ci sono spettacoli di piazza ed mercatini.
Da alcuni anni si sono aggiunti altre manifestazioni alla festa che sono spettacoli musicali, convegni su temi attuali, proiezioni di filmati e rinfreschi. Ogni anno la festa ha un tema diverso che viene trattato in alcuni convegni (come bullismo, violenza sugli anziani e sui bambini, violenza sulle donne e femminicidio), che ha inizio dal 2017.

#### Temi trattati
| Nr. | Edizione/Anno | Periodo                  | Titolo del tema                                                                            | Tema trattato | Note  |
| --- | ------------- | ------------------------ | ------------------------------------------------------------------------------------------ | --- | ----- |
| 1   | 2017          | dal 19 al 25 giugno 2017 | "Unire i popoli"                                                                           | I popoli e le culture nell'antica Lilibeo. I popoli e le altre culture ed integrazione nella società e il rispetto delle altre fedi. | [ 2 ] |
| 2   | 2018          | dal 20 al 24 giugno 2018 | "Non maltrattare" Vivi con il cuore. No ad ogni forma di sopraffazione e di maltrattamenti | Maltrattamenti ad anziani, bambini, disabili, malati, maltrattamenti in famiglia, violenza sulle donne e femminicidi, bullismo. Come aiutare le vittime di maltrattamenti vari e il rispetto di tutte le persone specie delle categorie più fragili. | [ 3 ] |
| 3   | 2019          | dal 20 al 24 giugno 2019 | "«Convertitevi» - Ritornare al Signore per restare umani"                                  | Conversione al Vangelo e alle norme di esso, umanità, accoglienza, essere umani, accoglienti con il prossimo e aiutare i più bisognosi. | [ 4 ] |
| 3   | 2019          | dal 22 al 24 giugno 2023 | "Giovanni Battista, profeta di giustizia e di pace"                                        | Giustizia, pace. |       |

## Informazioni
- La Chiesa è una rettoria è fa parte della Parrocchia di San Tommaso di Canterbury - Chiesa Madre, e di conseguenza fa parte della Chiesa Madre San Tommaso Becket Vescovo di Canterbury di Marsala.
- La Chiesa e la grotta della Sibilla sono visitabili gratuitamente.
- La Chiesa si trova all'intero dell'area archeologica di Capo Boeo.
- Durante l'anno la Chiesa rimane chiusa e apre soltanto il 24 giugno festa di San Giovanni Battista, ma la si può visitare sempre, e la si può far aprire per la celebrazione di matrimoni e battesimi.